# Douglas DC-2
DC-2 (Douglas Commercial 2) – amerykański samolot pasażerski i transportowy. Na bazie DC-2 zbudowano w 1935 roku jego następcę DC-3, który został jednym z najsłynniejszych samolotów w historii lotnictwa.

## Historia
We wczesnych latach 30. XX wieku pojawiły się w USA obawy o bezpieczeństwo użytkowania samolotów o drewnianej konstrukcji skrzydeł, spowodowane katastrofą samolotu Fokker F.VII. Doprowadziło to do konieczności wymiany przez linie lotnicze samolotów na bardziej nowoczesne, metalowe konstrukcje. Pierwszą odpowiedzią na te żądania był Boeing 247, zaprojektowany dla linii lotniczych United Airlines. Z powodu ścisłej współpracy Boeinga z United linie Transcontinental and Western Air (TWA) były zmuszone szukać innego dostawcy. Douglas przedstawił spełniający wymagania TWA prototypowy model DC-1, na bazie którego powstała wersja produkcyjna DC-2. TWA złożyło początkowo zamówienie na 20 egzemplarzy.
Dalsze zamówienia złożyły inne linie lotnicze z USA i Europy. W Europie DC-2 latał, między innymi, w barwach linii KLM, LOT-u, Swissaira. Samoloty dla klientów europejskich montowano w zakładach Fokkera. Istniały też wersje wojskowe, używane przez siły powietrzne i marynarkę wojenną USA. Łącznie zbudowano 156 egzemplarzy.
Na bazie DC-2 w 1935 roku skonstruowano samolot bombowy Douglas B-18 Bolo.

## Samoloty DC-2 w barwach PLL LOT
Polska zakupiła 3 samoloty DC-2.
- SP-ASJ - rozbił się w Bułgarii 23 listopada 1937, 6 zabitych[2], w tym ppor. pil. rez. Tadeusz Dmoszyński.
- SP-ASK - w 1939 internowany w Rydze[3].
- SP-ASL - w 1939 internowany w Rumunii.

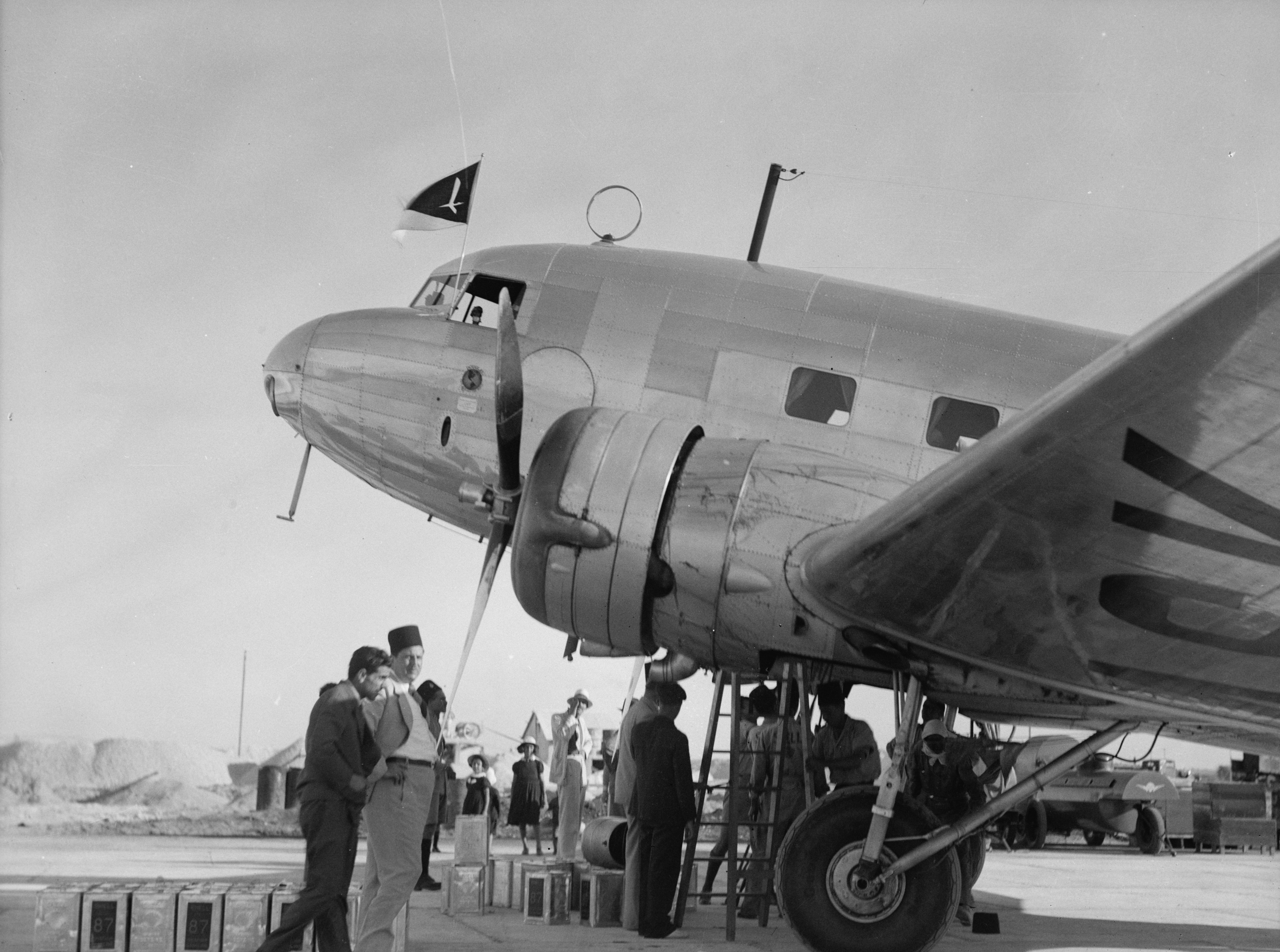
SP-ASK
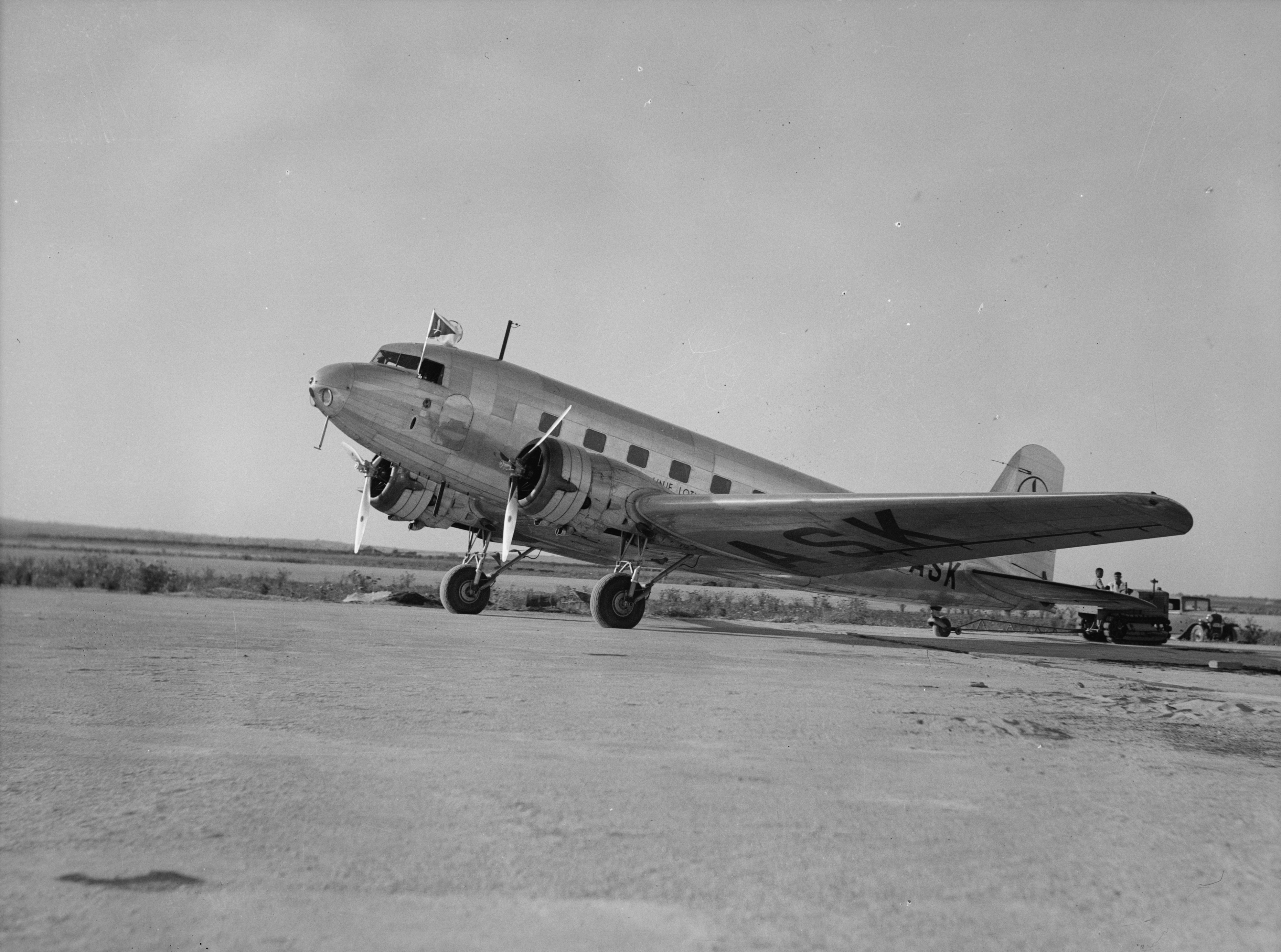
SP-ASK
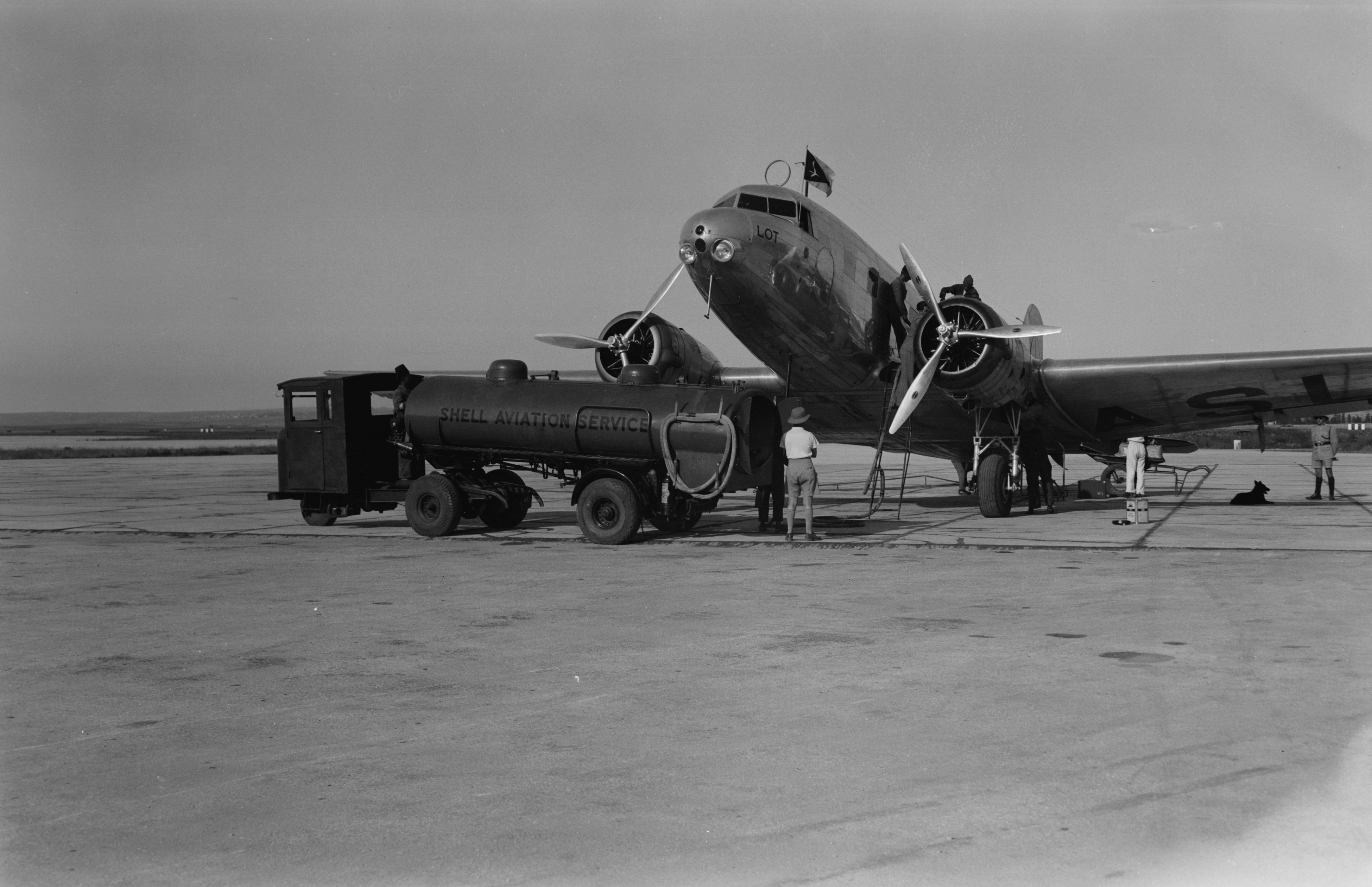
SP-ASL
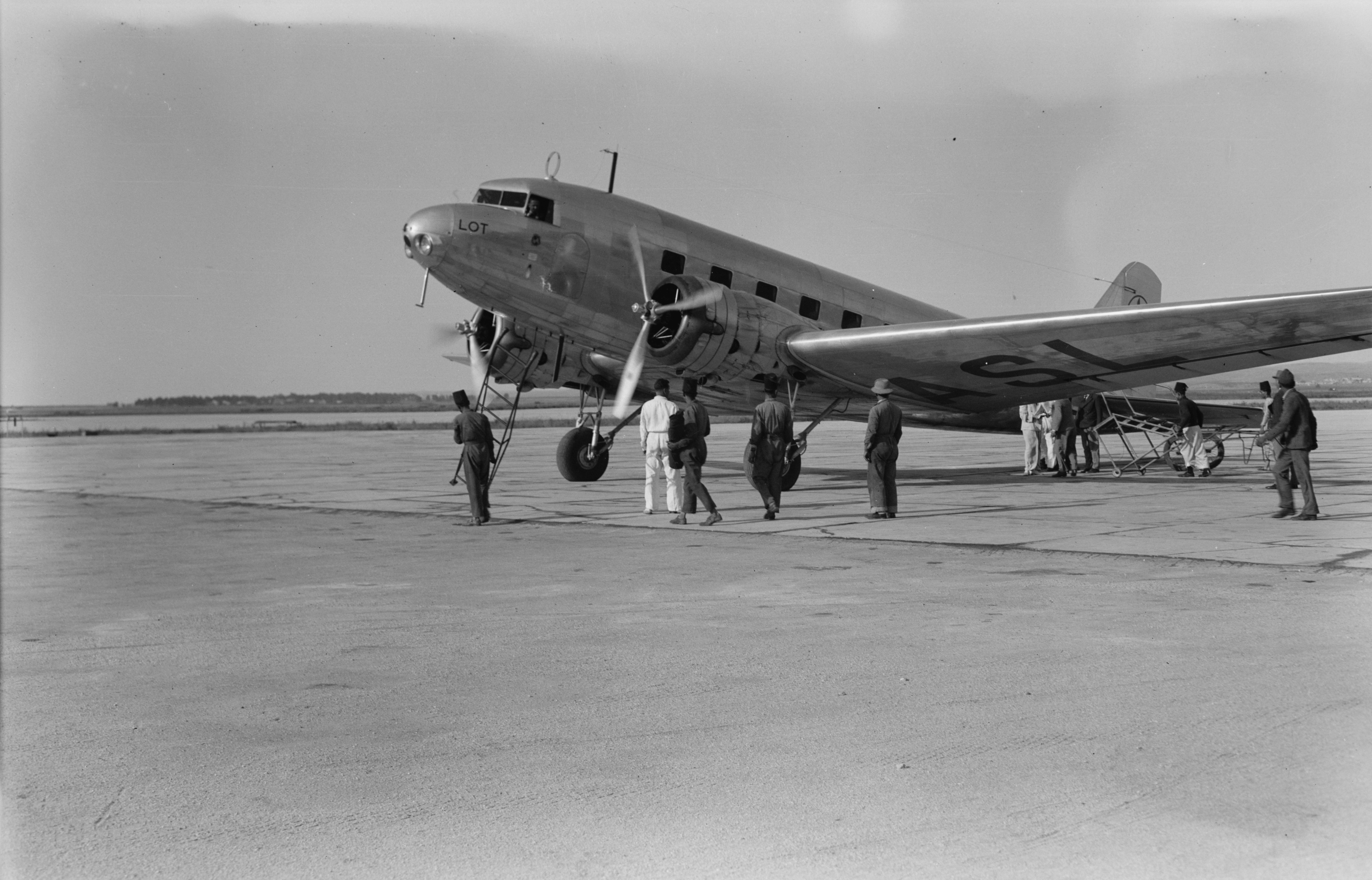
SP-ASL
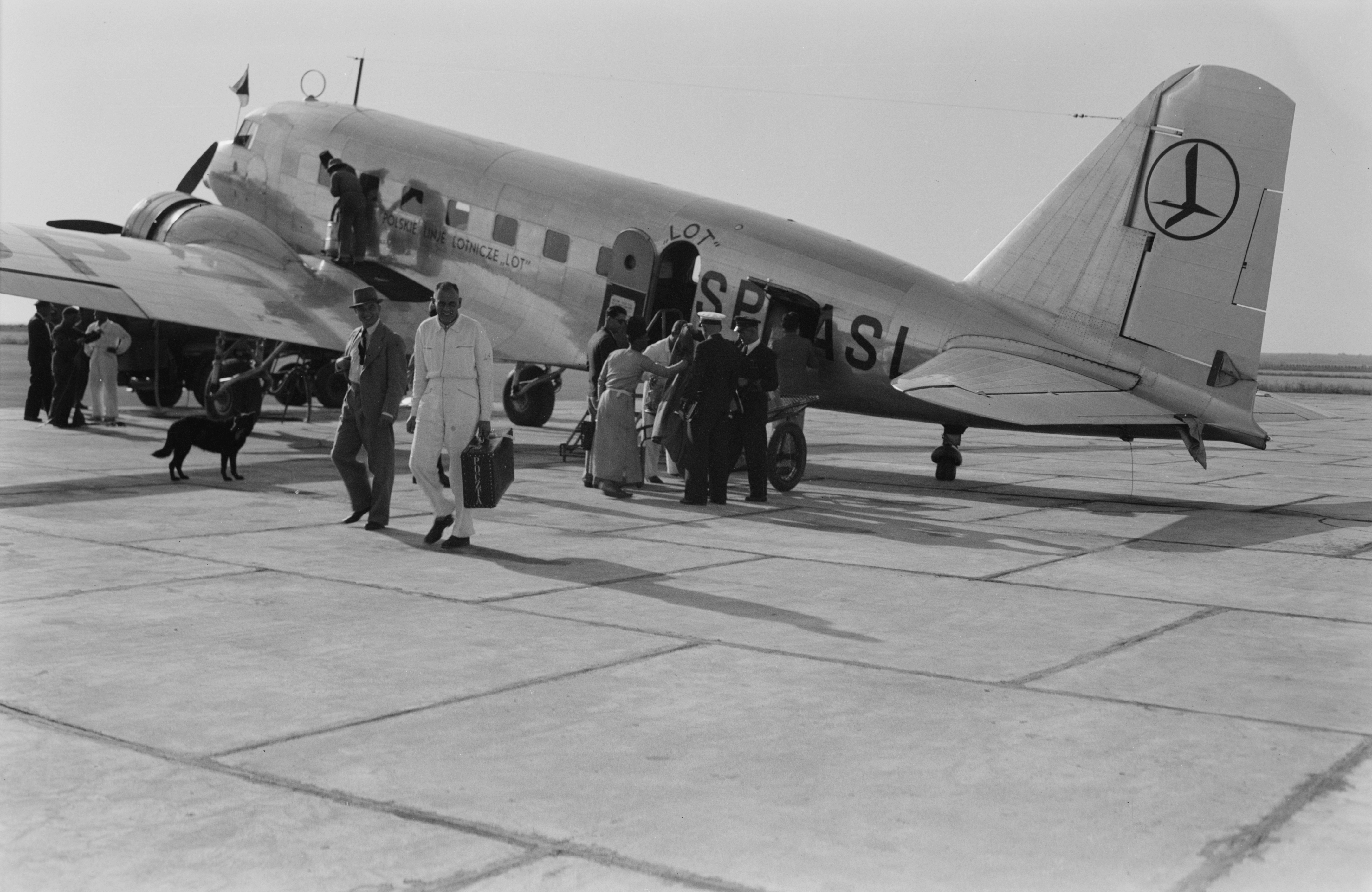
SP-ASL

## Wersje
Samoloty cywilne:
- DC-2 – wersja podstawowa,
- DC-2A – silniki Pratt & Whitney Hornet,
- DC-2B – silniki Bristol Pegasus VI, 2 samoloty użytkowane przez LOT.

Samoloty wojskowe:
- XC-32 – 16-miejscowa wersja pasażerska,
- C-32A – samoloty cywilne, wcielone do Sił Powietrznych Stanów Zjednoczonych po wybuchu II wojny światowej,
- C-33 – wersja transportowa,
- YC-34 – pasażerski, do przewozu osobistości (salonka),
- C-38 – C-33 ze zmienioną częścią ogonową, silniki Wright R-1820-45, o mocy 694 kW,
- C-39 – Zbudowane z części DC-2 i DC-3, silniki Wright R-1820-55, o mocy 727 kW,
- C-41 – pasażerski, do przewozu osobistości, silniki Pratt & Whitney R-1830-21, o mocy 895 kW,
- C-42 – C-41 wyposażony w silniki Wright R-1820-53, o mocy 895 kW, a także podobnie przebudowane C-39,
- R2D, R2D-1 – oznaczenia stosowane przez Marynarkę Wojenną Stanów Zjednoczonych.